# 費迪·德魯伊夫
費迪·德魯伊夫（Ferdy Druijf，1998年2月12日—）是荷蘭足球運動員，司職前鋒，目前被荷甲球隊阿爾克馬爾租借至比甲球隊梅赫倫。

## 職業生涯
2017年8月18日，他於面對丹保殊的荷乙賽事中為阿爾克馬爾青年隊上陣，完成職業生涯首秀。
2019年1月4日，被租接至NEC奈梅亨。
2021年1月13日，被租借至比利時球隊梅赫倫。

## 國家隊生涯
德魯伊夫曾代表荷蘭U20。

## 外部連結
- Ferdy Druijf （页面存档备份，存于） - WorldFootball.net
- Soccerway資料庫：費迪·德魯伊夫